# Distrikt Kabale
Kabale ist ein Distrikt im Südwesten Ugandas. Wie fast alle Distrikte von Uganda ist er nach seinem Hauptort benannt.

## Geographie

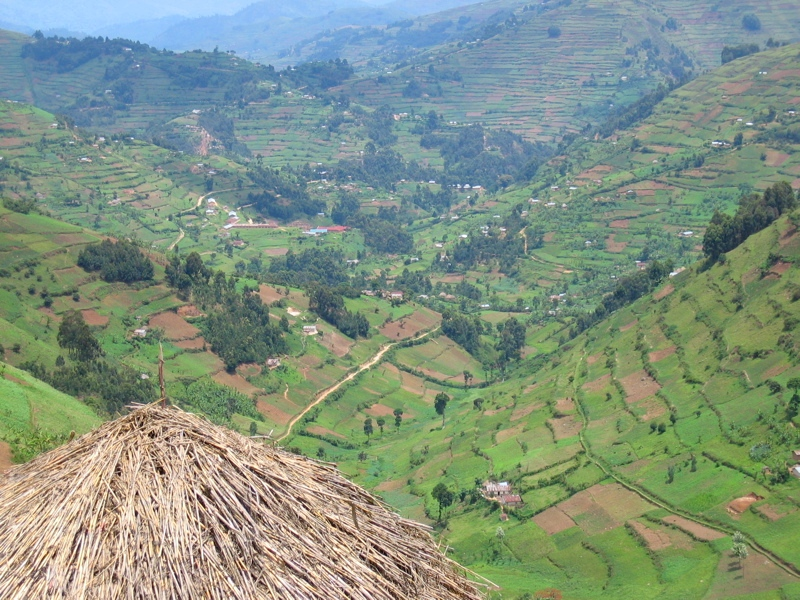
Kabales Hügellandschaft

Die Fläche des an Ruanda grenzenden Distrikts beträgt 1827 km². Grüne, intensiv landwirtschaftlich genutzte Hügel reichen von 1219 bis 2347 Metern über dem Meeresspiegel. Aufgrund dieser Höhenlage ist Kabale kälter als der Rest Ugandas, die durchschnittliche Temperatur beträgt 15 bis 20 Grad Celsius und kann in der Nacht auf  7 Grad sinken. Der Temperaturvergleich der Messzeiträume 2000–2009 mit 18,14 °C und 1957–1966 mit 17,49 °C zeigt eine geringfügige Erwärmung bei gesunkenen durchschnittlichen Windgeschwindigkeiten und deutlich erhöhten Spitzenwerten. Wurden in den Jahren 1957 und 1958 noch 55,4 km/h erreicht, waren es in den Jahren 2001 und 2007 bereits 79,5 und 74,1 km/h.
Kabale brachte es in den Jahren 2000–2009 unter Zusammenfassung des Messzeitraums 2003/2004 auf einen jährlichen Regendurchschnitt von 346,26 mm jährlich. Das trockenste Jahr war 2004 mit 38,1 mm Niederschlag und das feuchteste 2001 mit 938,55 Millimetern. Der heftigste Schauer fiel am 18. Juli 2001 mit 93,98 Millimetern. Die Rekordmengen der beiden Sturzregen vom 12. Oktober 1995 mit 246,89 mm und vom 16. Oktober 1993 mit 123,95 mm wurden somit nicht mehr erreicht. Die Jahre  1993–1999 erreichten eine durchschnittliche Regenmenge von 285,723 mm jährlich. Der Zeitraum 1973–1979 ließ da noch trotz seiner etwas fragmentarischen Regenmessungen mit nur 59,44 mm jährlich ein wüstenähnliches Niederschlagsprofil erkennen.
Das relativ kühle Klima soll bei ausreichender Bewässerung den lukrativen Anbau von Äpfeln, Birnen und Pflaumen ermöglichen, was mittlerweile auch als Weg zur Armutsbekämpfung propagiert wird.

## Bevölkerung
Kabale hat eine geschätzte Bevölkerung von 629.400 (2000), hauptsächlich Angehörige des Bakiga-Stammes. Die Bevölkerungsdichte beträgt 344,5 Personen pro km² und ist damit die dritthöchste in Uganda. Entsprechend ist das Land stark fragmentiert. Ein durchschnittlicher Haushalt hat sechs bis sieben Parzellen Land auf mehrere Hügel verteilt. Neben den Bakiga sind auch die Batwa (Pygmäen) und andere Volksgruppen vertreten.

## Tourismus

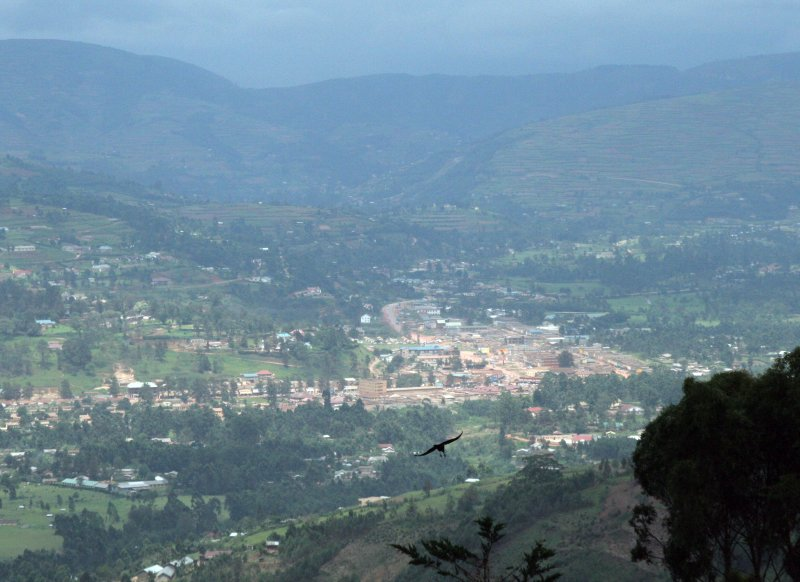
Kabale-Stadt

Die Attraktion Kabales sind Berggorillas. Die gleichnamige Distrikthauptstadt Kabale liegt auf dem Weg zu den Nationalparks, in denen diese gefährdeten Tiere leben: Bwindi Impenetrable National Park und Mgahinga-Gorilla-Nationalpark. Ein Teil des Bwindi-Nationalparks liegt in Kabale.
Eine weitere Attraktion ist der Bunyonyi-See, sieben Kilometer von Kabale-Stadt entfernt.